# HMCS Regina (334)
HMCS Regina (334) je fregata Kanadského královského námořnictva, která byla postavena v bývalé kanadské loděnici MIL-Davie Shipbuilding. Jedná se o pátou ze dvanácti jednotek třídy Halifax.

## Výzbroj

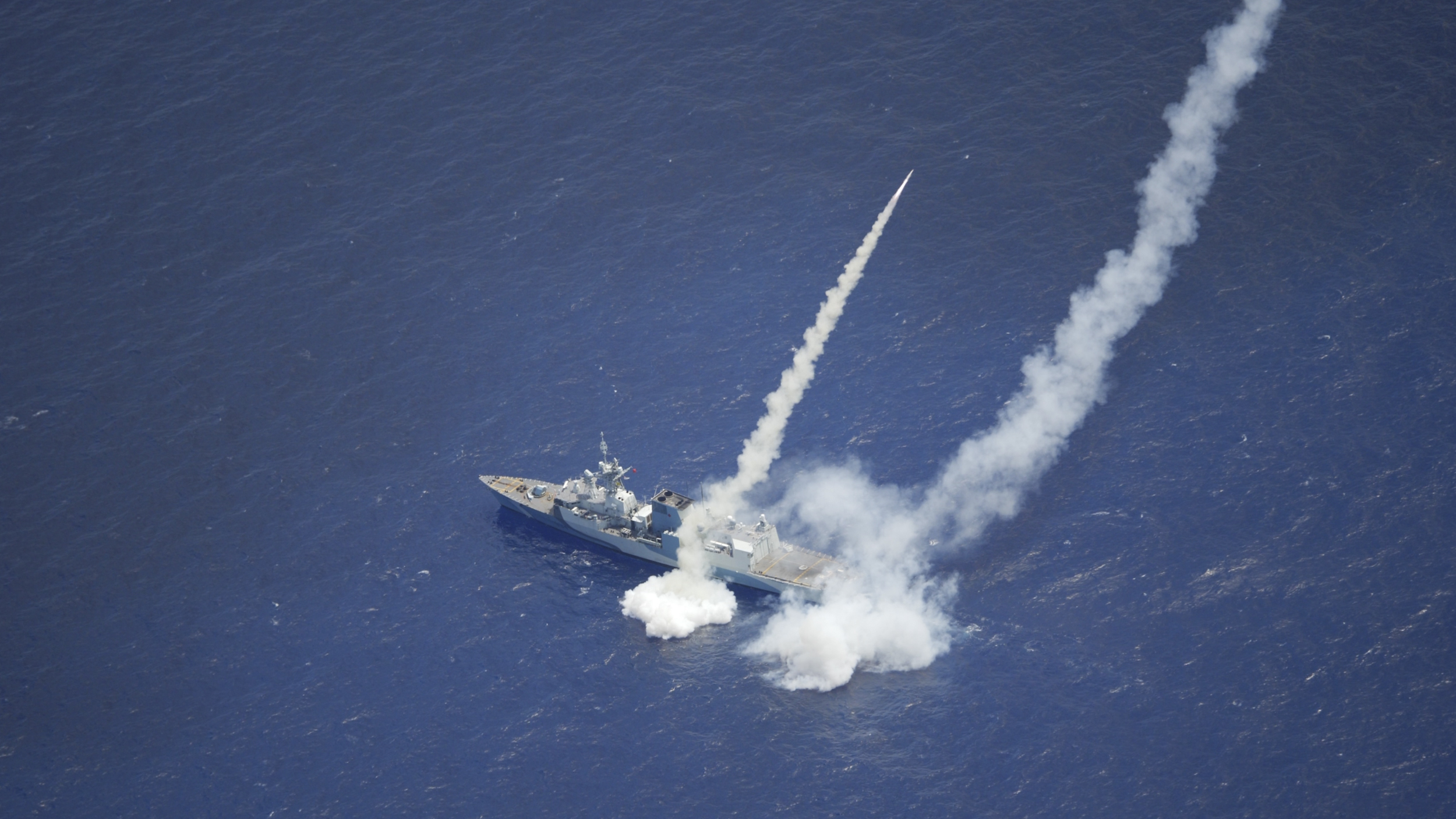
Protilodní střela RGM-84 Harpoon odpálena z Reginy

Regina je vyzbrojena jedním 57mm kanónem Bofors L/70, jedním 20mm systémem blízké obrany Phalanx, šesti 12,7mm kulomety M2HB. Dále je loď vybavena dvěma osminásobnými vertikálními odpalovacími zařízeními Mk 48 Mod 0 pro šestnáct protiletadlových řízených raket moře-vzduch RIM-162C ESSM, dvěma čtyřnásobnými raketomety Mk 141 pro protilodní střely RGM-84 Harpoon a dvěma trojhlavňovými torpédomety Mk 32 pro dvacet čtyři 324mm torpéd Mk 46. Na fregatě se nachází přistávací plocha pro jeden vrtulník CH-148 Cyclone.

## Galerie

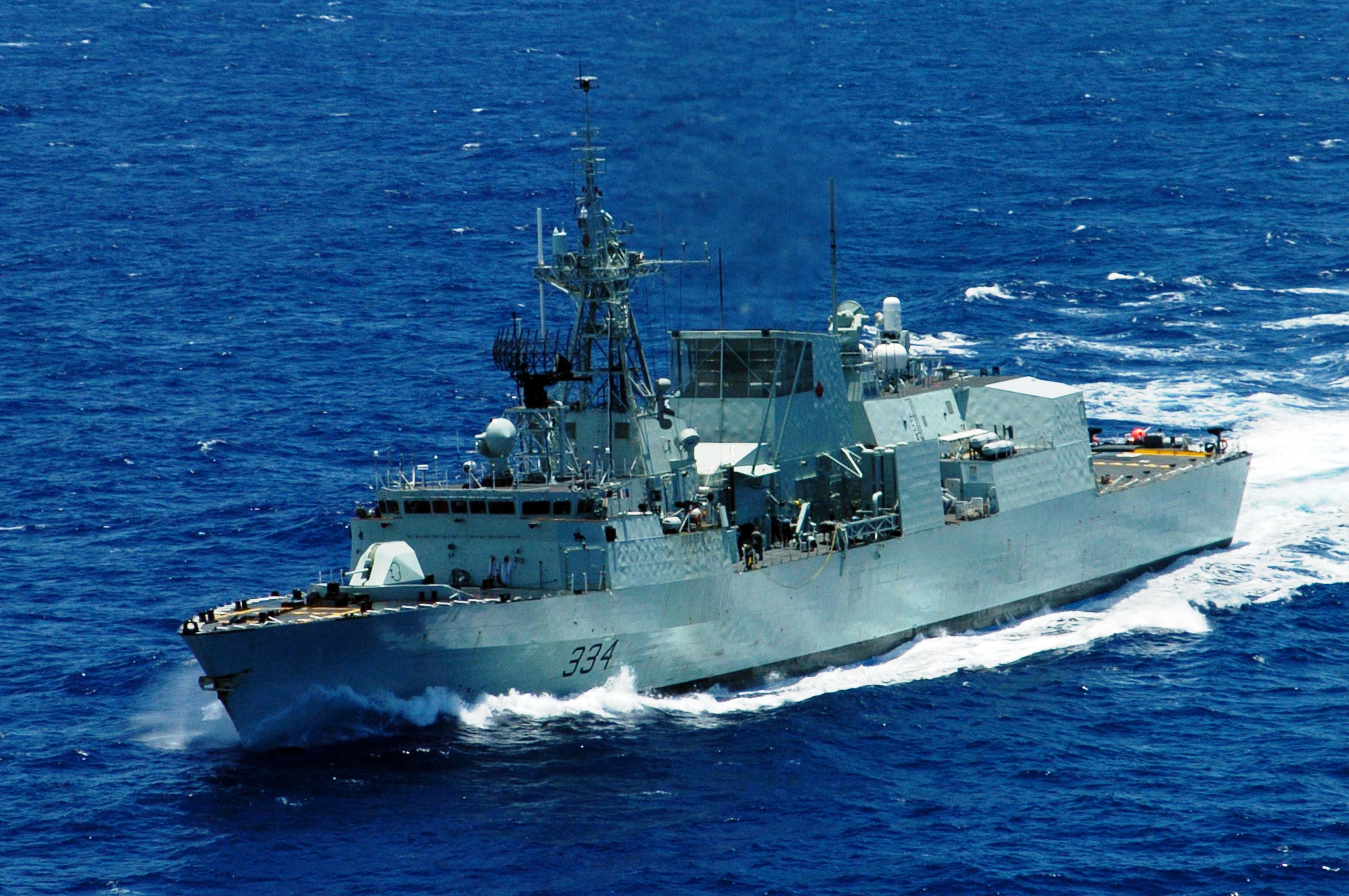
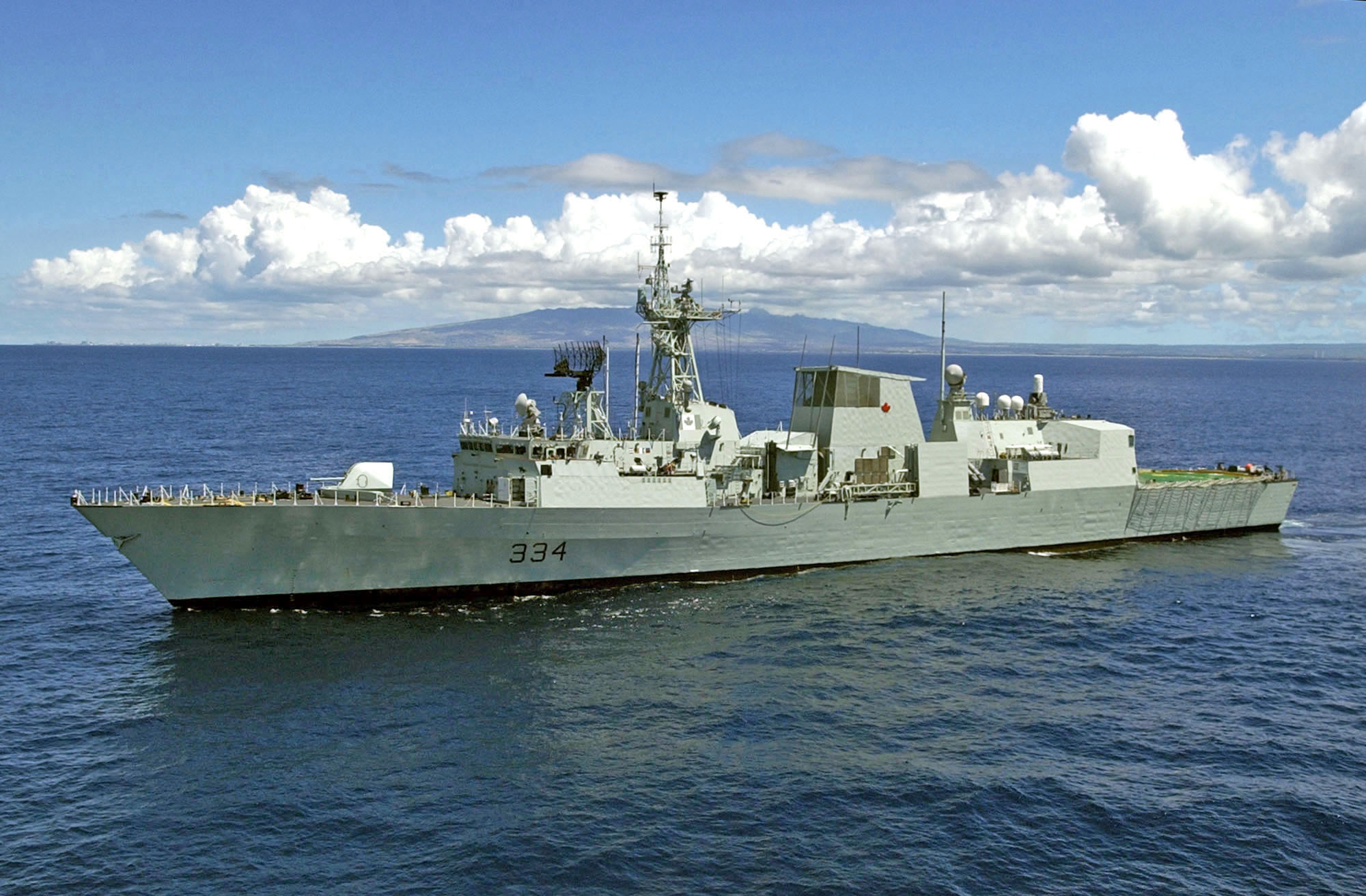
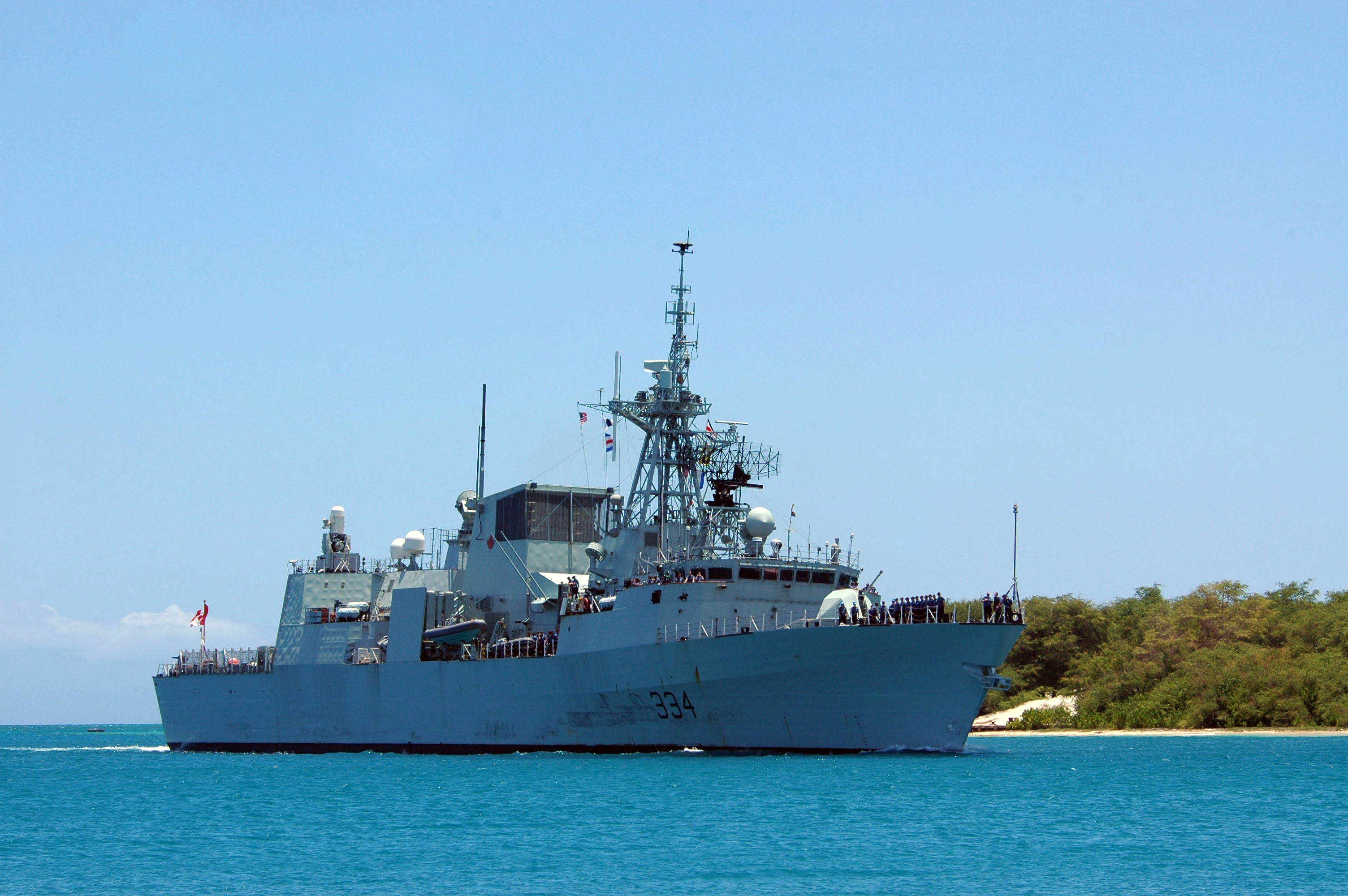
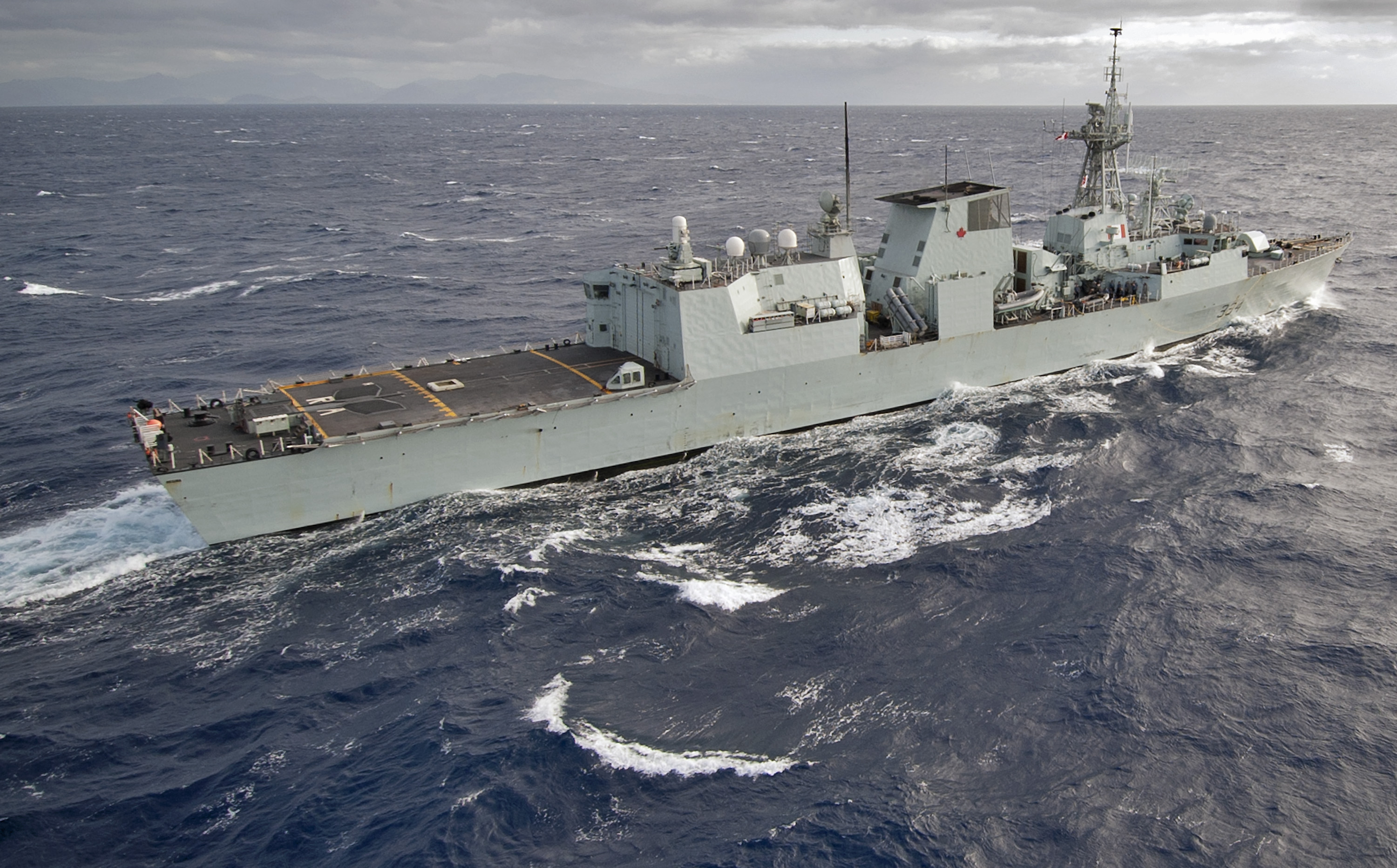
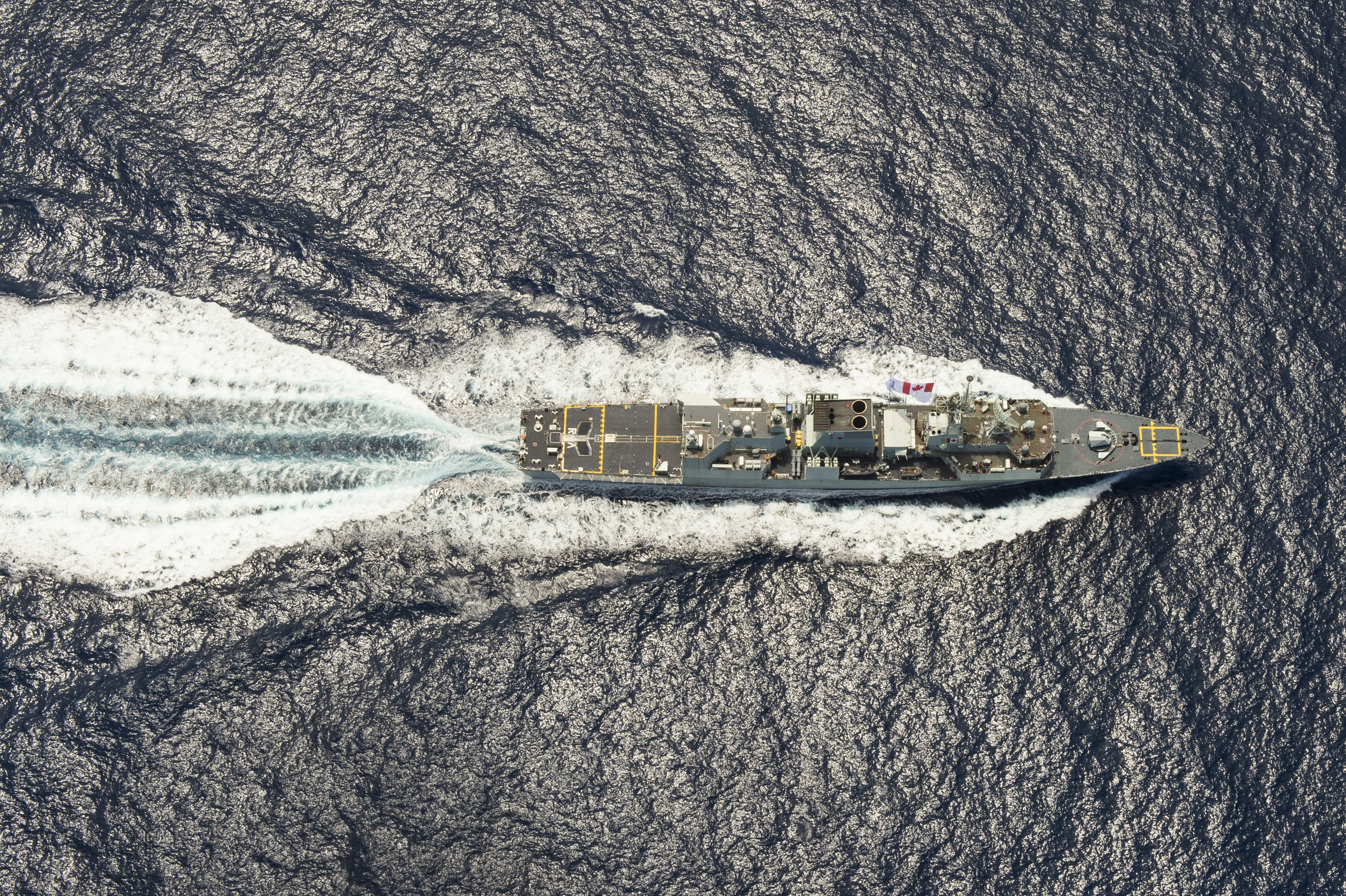
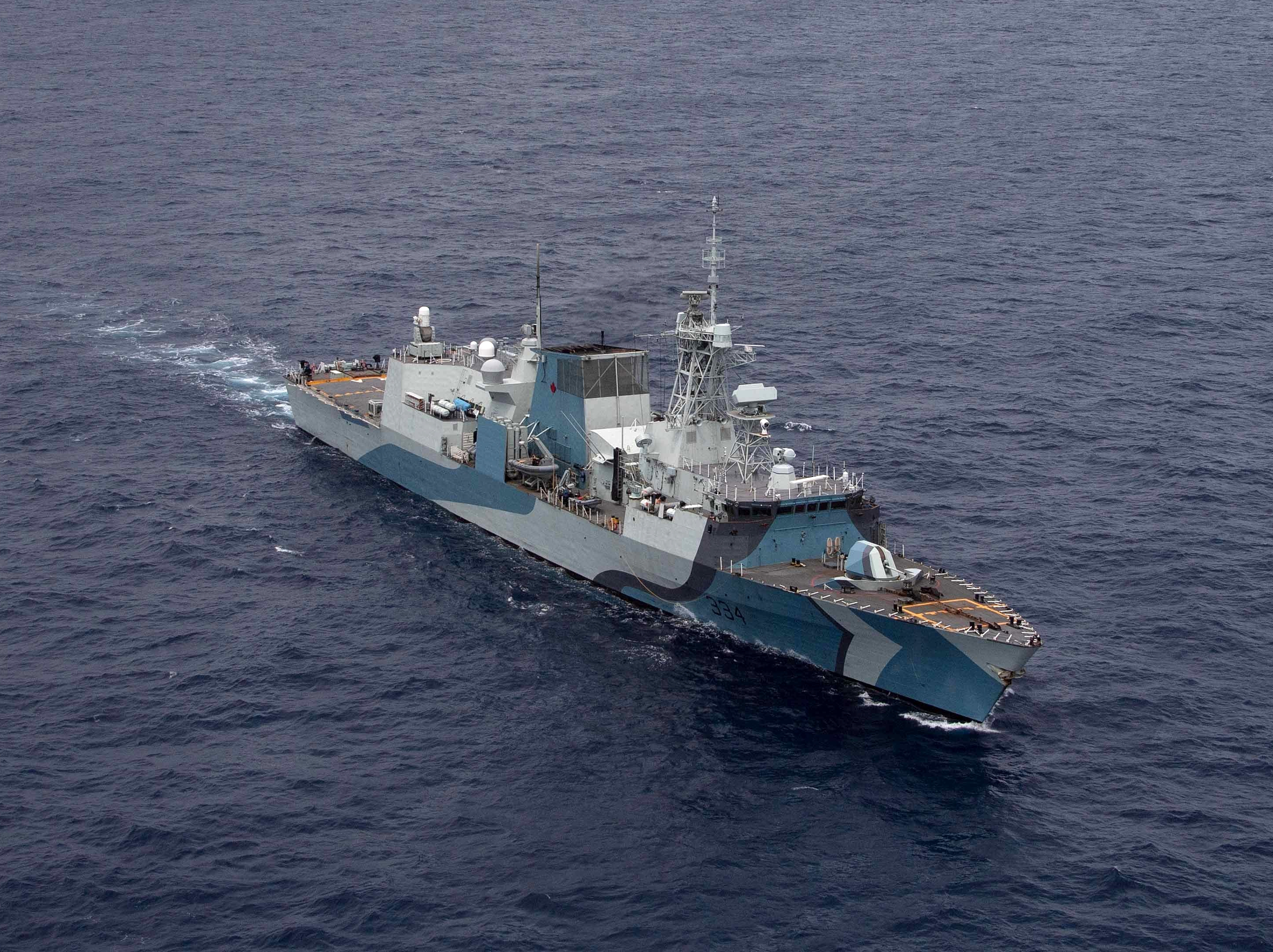
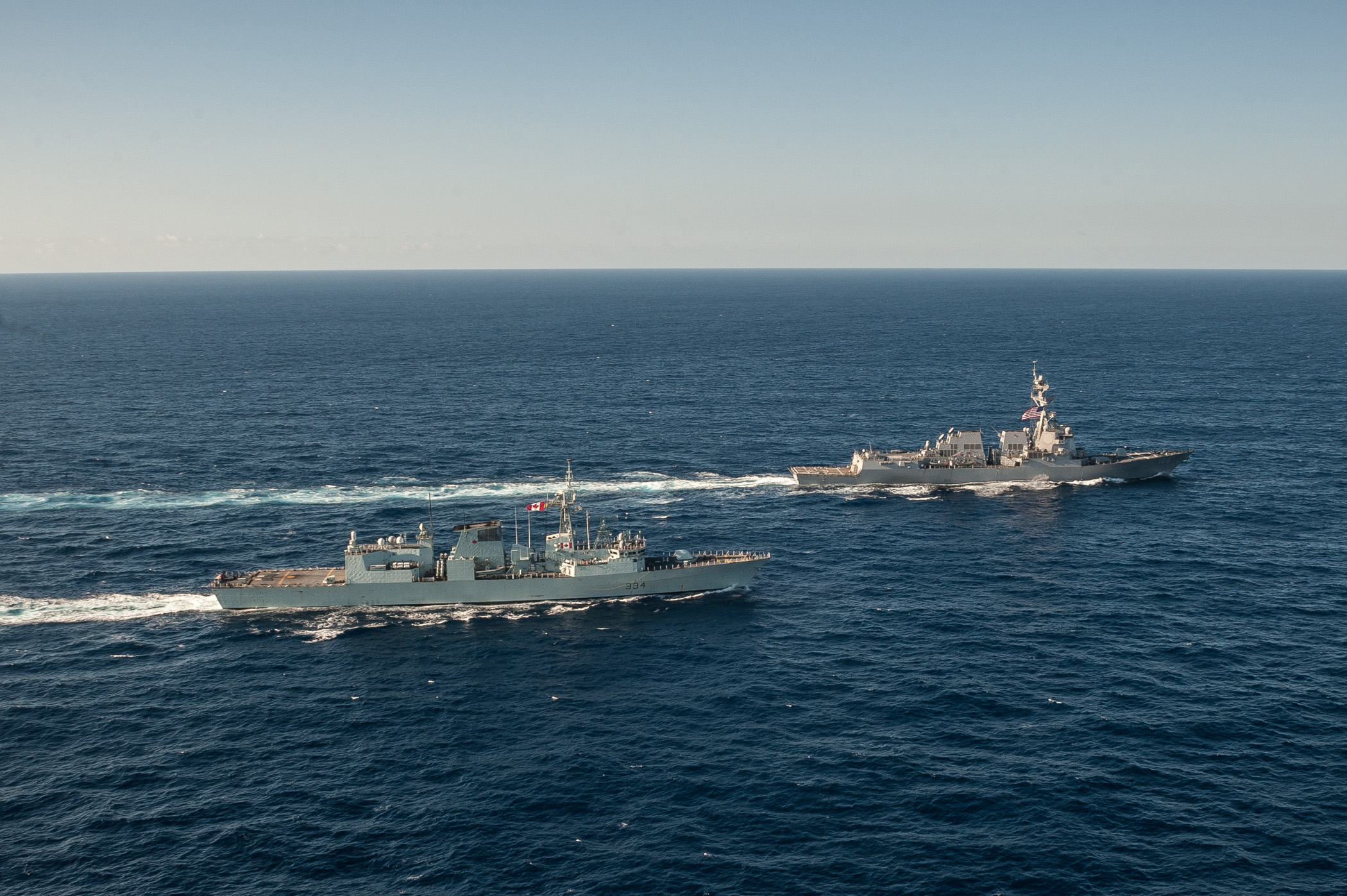
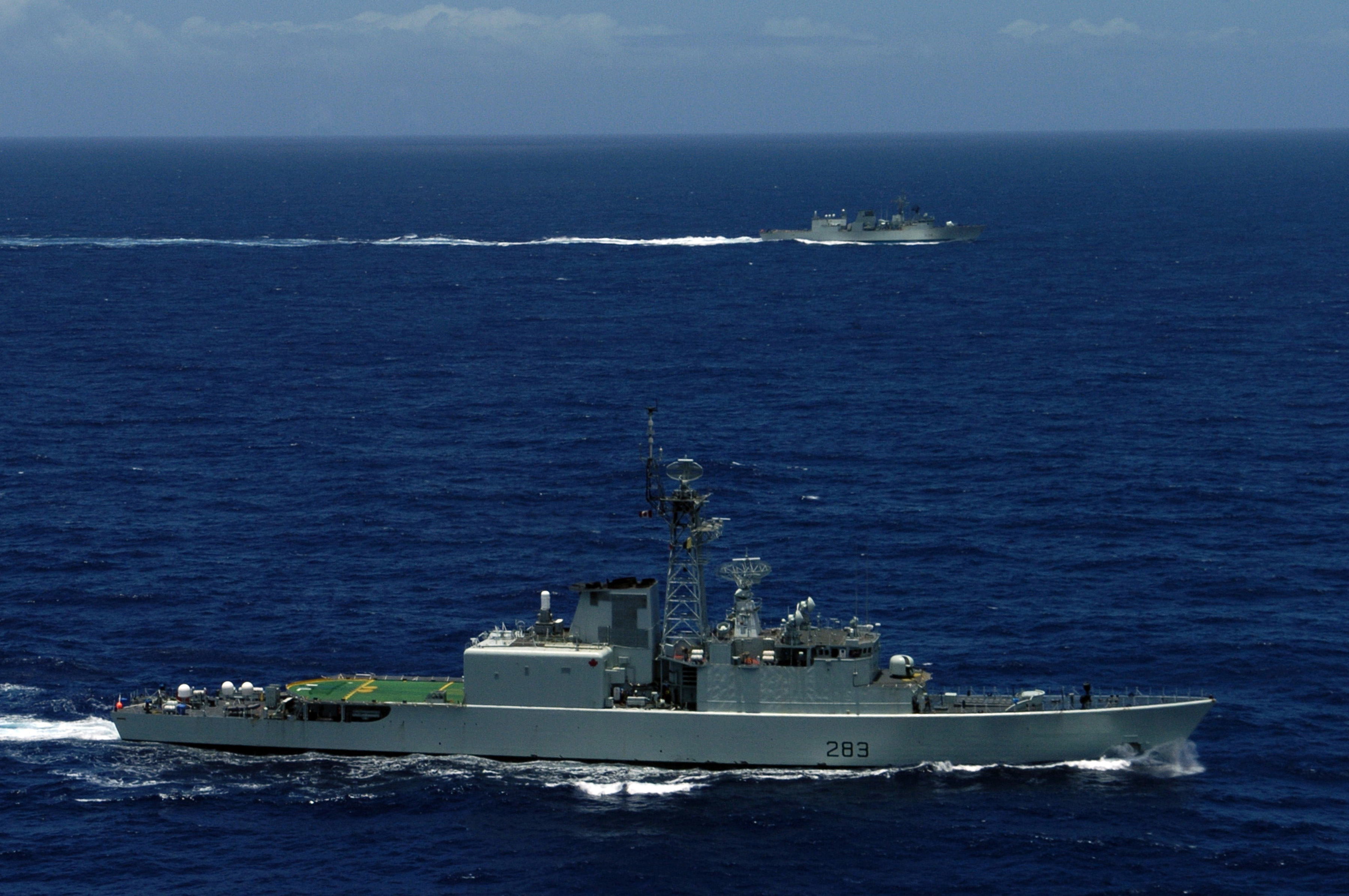
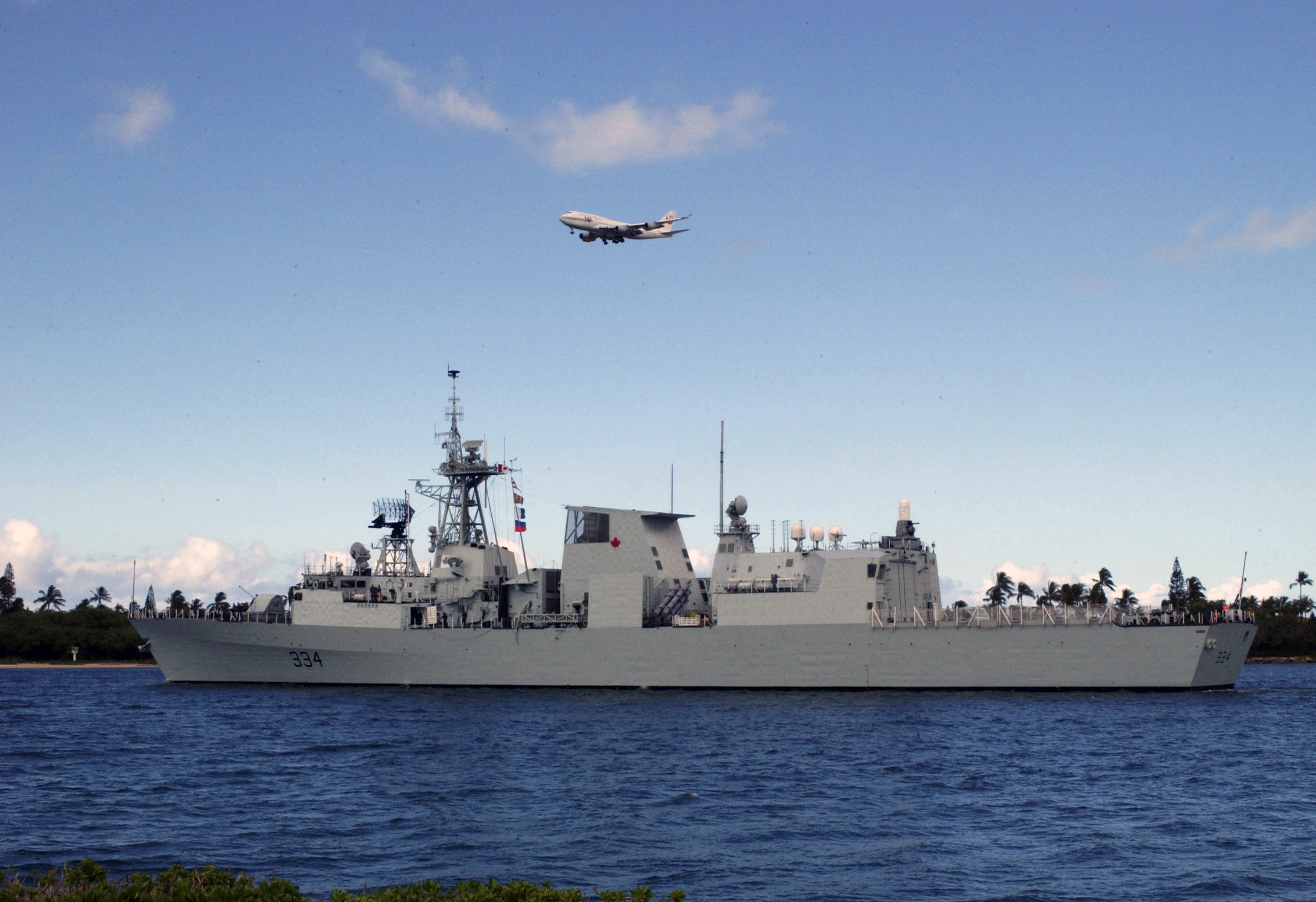
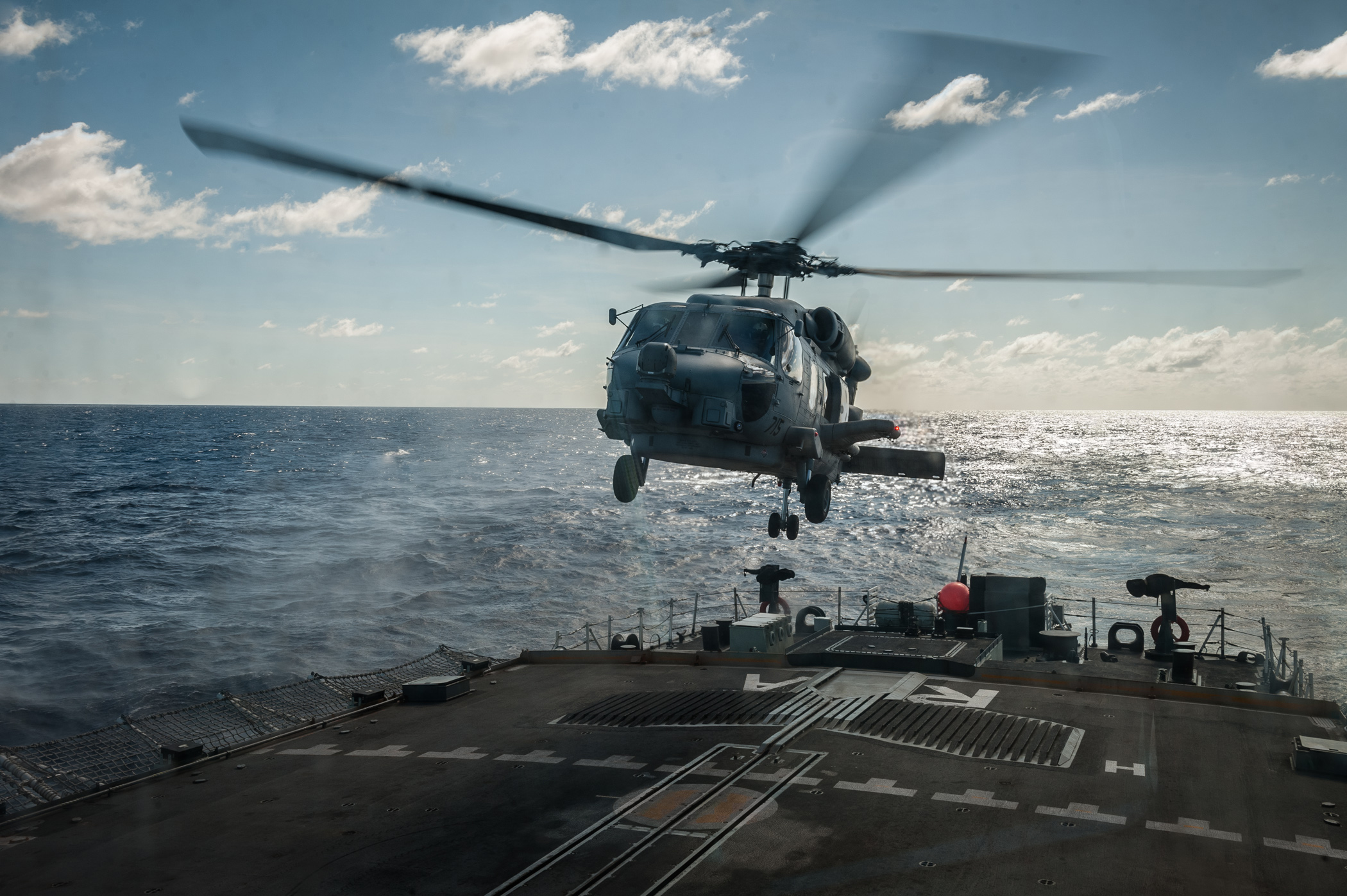